# Sportclub 07 Bad Neuenahr 2012-2013
Questa voce raccoglie le informazioni riguardanti lo Sportclub 07 Bad Neuenahr nelle competizioni ufficiali della stagione 2012-2013.

## Divise e sponsor
|  | Casa | Trasferta |

## Organigramma societario
Tratto dal della Federcalcio tedesca (DFB)
Area tecnica
- Allenatore: Colin Bell
- Allenatore in seconda: Marc Seuser
- Allenatore in seconda: Ai Yoshiizumi (dal 28 gennaio 2013 al 30 giugno 2013)
- Allenatore dei portieri: Mario Gros

## Rosa
Rosa, ruoli e numeri di maglia come da sito DFB.
| N. |                     | Ruolo | Calciatrice            |
| -- | ------------------- | ----- | ---------------------- |
| 1  | Germania (bandiera) | P     | Almuth Schult          |
| 2  | Germania (bandiera) | D     | Sarah Schröder         |
| 3  | Germania (bandiera) | D     | Laura Störzel          |
| 4  | Germania (bandiera) | D     | Melanie Eminger        |
| 5  | Germania (bandiera) | D     | Antonia Hornberg       |
| 6  | Germania (bandiera) | C     | Jessica Bade           |
| 7  | Germania (bandiera) | A     | Célia Okoyino da Mbabi |
| 8  | Germania (bandiera) | A     | Shelley Thompson       |
| 9  | Germania (bandiera) | A     | Nicole Rolser          |
| 10 | Giappone (bandiera) | C     | Aki Tago               |
| 11 | Germania (bandiera) | C     | Nadine Rolser          |
| 12 | Germania (bandiera) | C     | Lisa Kossmann          |
| 14 | Germania (bandiera) | C     | Marie Pyko             |
| 15 | Germania (bandiera) | C     | Maren Weingarz         |
| 16 | Germania (bandiera) | P     | Elena Bläser           |
| 17 | Germania (bandiera) | C     | Rebecca Knaak          |

| N. |                          | Ruolo | Calciatrice      |
| -- | ------------------------ | ----- | ---------------- |
| 17 | Camerun (bandiera)       | A     | Gabrielle Ngaska |
| 18 | Nuova Zelanda (bandiera) | A     | Sarah Gregorius  |
| 19 | Nuova Zelanda (bandiera) | A     | Emma Kete        |
| 19 | Germania (bandiera)      | D     | Corina Schröder  |
| 20 | Germania (bandiera)      | D     | Leonie Maier     |
| 21 | Germania (bandiera)      | D     | Peggy Kuznik     |
| 22 | Svizzera (bandiera)      | D     | Rachel Rinast    |
| 23 | Germania (bandiera)      | A     | Sofia Nati       |
| 24 | Germania (bandiera)      | C     | Theresa Laux     |
| 25 | Germania (bandiera)      | C     | Aylin Yaren      |
| 26 | Germania (bandiera)      | C     | Kathrin Becker   |
| 27 | Germania (bandiera)      | C     | Anja Selensky    |
| 31 | Portogallo (bandiera)    | P     | Neide Simões     |
| 41 | Germania (bandiera)      | C     | Katharina Kiel   |
| 41 | Germania (bandiera)      | C     | Larissa Mahn     |

## Calciomercato

### Sessione estiva
| Acquisti | Acquisti         | Acquisti            | Acquisti   |
| R.       | Nome             | da                  | Modalità   |
| -------- | ---------------- | ------------------- | ---------- |
| P        | Neide Simões     | Escola FC           | definitivo |
| D        | Rachel Rinast    | Colonia             | definitivo |
| C        | Jessica Bade     | SG Essen-Schönebeck | definitivo |
| C        | Aylin Yaren      | Amburgo             | definitivo |
| A        | Shelley Thompson | Bayer Leverkusen    | definitivo |

| Cessioni | Cessioni            | Cessioni         | Cessioni                       |
| R.       | Nome                | a                | Modalità                       |
| -------- | ------------------- | ---------------- | ------------------------------ |
| P        | Elena Bläser        | Bad Neuenahr II  | aggregata alla squadra riserve |
| P        | Tina Gadziała       | VfL Kommern      | definitivo                     |
| D        | Bianca Rech         | Colonia          | definitivo                     |
| C        | Sara Doorsoun       | Turbine Potsdam  | definitivo                     |
| C        | Ramona Petzelberger | Bayer Leverkusen | definitivo                     |

### Sessione invernale
| Acquisti | Acquisti      | Acquisti       | Acquisti   |
| R.       | Nome          | da             | Modalità   |
| -------- | ------------- | -------------- | ---------- |
| C        | Aki Tago      | Elfen Sayama   | definitivo |
| A        | Emma Kete     | Sydney FC      | definitivo |
| A        | Leonie Ngaska | 1. FFC Neuwied | definitivo |

| Cessioni | Cessioni        | Cessioni  | Cessioni   |
| R.       | Nome            | a         | Modalità   |
| -------- | --------------- | --------- | ---------- |
| D        | Corina Schröder | Liverpool | definitivo |
| C        | Nicole Rolser   | Liverpool | definitivo |

## Risultati

### Frauen-Bundesliga

#### Girone di andata
| Arbitro: | Stolz (Pritzwalk) |

|           |           |  |
| Maier 65’ | Marcatori |  |

| Bad Neuenahr-Ahrweiler 26 settembre 2012, ore 14:00 CEST 2ª giornata | Bad Neuenahr      | 0 – 0 referto | Jena | Apollinarisstadion (314 spett.)\| Arbitro: \| Elsner (Duisburg) \| |
| Arbitro:                                                             | Elsner (Duisburg) |               |      |                                                                    |

| Arbitro: | Derlin (Bad Schwartau) |

|            |           |  |
| Kuznik 65’ | Marcatori |  |

| Arbitro: | Kurtes (Düsseldorf) |

|              |           |                |
| Beckmann 65’ | Marcatori | 28’ Ni. Rolser |

| Arbitro: | Appelmann (Alzey) |

|                                     |           |           |
| Ōgimi 71’, 53’, 55’, 64’ Añonma 28’ | Marcatori | 44’ Maier |

| Arbitro: | Rafalski (Baunatal) |

|  |           |                           |
|  | Marcatori | 45’, 53’ Okoyino da Mbabi |

| Bad Neuenahr-Ahrweiler 28 ottobre 2012, ore 14:00 CET 7ª giornata | Bad Neuenahr           | 0 – 0 referto | Sindelfingen | Apollinarisstadion (350 spett.)\| Arbitro: \| Hussein (Bad Harzburg) \| |
| Arbitro:                                                          | Hussein (Bad Harzburg) |               |              |                                                                         |

| Arbitro: | Lohmeyer (Holtland) |

|                |           |  |
| O'Sullivan 19’ | Marcatori |  |

| Arbitro: | Müller-Schmäh (Potsdam) |

|                             |           |              |
| Okoyino da Mbabi 76’ (rig.) | Marcatori | 40’ Islacker |

| Arbitro: | Kurtes (Düsseldorf) |

|                                   |           |              |
| Huth 31’, 42’ Garefrekes 39’, 66’ | Marcatori | 71’ Selensky |

| Arbitro: | Kurtes (Düsseldorf) |

|                                    |           |                     |
| Gregorius 26’ Okoyino da Mbabi 53’ | Marcatori | 8’ Popp 61’ Jakabfi |

#### Girone di ritorno
| Arbitro: | Wozniak (Herne) |

|                             |           |                |
| Schnaderbeck 75’ Lotzen 90’ | Marcatori | 27’ Ni. Rolser |

| Arbitro: | Illing (Limbach-Oberfrohna) |

|           |           |                                                 |
| Hearn 85’ | Marcatori | 2’ Bade 29’, 66’ Okoyino da Mbabi 53’ Gregorius |

| Arbitro: | Baitinger (Friesenheim) |

|              |           |                           |
| Dallmann 71’ | Marcatori | 33’, 43’ Okoyino da Mbabi |

| Bad Neuenahr-Ahrweiler 17 aprile 2013, ore 17:30 CEST 15ª giornata | Bad Neuenahr        | 0 – 0 referto | Bayer Leverkusen | Apollinarisstadion (272 spett.)\| Arbitro: \| Kurtes (Düsseldorf) \| |
| Arbitro:                                                           | Kurtes (Düsseldorf) |               |                  |                                                                      |

| Arbitro: | Heimann (Gladbeck) |

|  |           |                                    |
|  | Marcatori | 13’ Ōgimi 24’ Göransson 83’ Añonma |

| Arbitro: | Eisenhardt (Holzgerlingen) |

|               |           |  |
| Gregorius 67’ | Marcatori |  |

| Arbitro: | Biehl (Siesbach) |

|                                              |           |           |
| Vollmer 12’ F. Dongus 23’ (rig.) Julević 90’ | Marcatori | 76’ Maier |

| Arbitro: | Stolz (Pritzwalk) |

|                                                 |           |  |
| Bade 17’ L. Maier 43’, 46’ Okoyino da Mbabi 70’ | Marcatori |  |

| Arbitro: | Rafalski (Baunatal) |

|  |           |                                 |
|  | Marcatori | 6’ Störzel 36’ Okoyino da Mbabi |

| Arbitro: | Lohmeyer (Holtland) |

|  |           |                |
|  | Marcatori | 72’ Garefrekes |

| Arbitro: | Storch-Schäfer (Petersberg) |

|                                       |           |  |
| Müller 9’, 57’ Pohlers 64’ Keßler 73’ | Marcatori |  |

### DFB-Pokal der Frauen
| Arbitro: | Eisenhardt (Holzgerlingen) |

|  |           |                                                                                        |
|  | Marcatori | 7’, 8’ Okoyino da Mbabi 16’ Gregorius 55’ (aut.) Ripperger 78’ Ni. Rolser 88’ Schröder |

| Arbitro: | Storch-Schäfer (Petersberg) |

|  |           |             |
|  | Marcatori | 28’ Winters |

## Statistiche

### Statistiche di squadra
| Competizione         | Punti | In casa | In casa | In casa | In casa | In casa | In casa | In trasferta | In trasferta | In trasferta | In trasferta | In trasferta | In trasferta | Totale | Totale | Totale | Totale | Totale | Totale | DR |
| Competizione         | Punti | G       | V       | N       | P       | Gf      | Gs      | G            | V            | N            | P            | Gf           | Gs           | G      | V      | N      | P      | Gf     | Gs     | DR |
| -------------------- | ----- | ------- | ------- | ------- | ------- | ------- | ------- | ------------ | ------------ | ------------ | ------------ | ------------ | ------------ | ------ | ------ | ------ | ------ | ------ | ------ | -- |
| Frauen-Bundesliga    | 30    | 11      | 4       | 5       | 2       | 10      | 7       | 11           | 4            | 1            | 6            | 15           | 22           | 22     | 8      | 6      | 8      | 25     | 29     | -4 |
| DFB-Pokal der Frauen | -     | 1       | 0       | 0       | 1       | 0       | 1       | 1            | 1            | 0            | 0            | 6            | 0            | 2      | 1      | 0      | 1      | 6      | 1      | +5 |
| Totale               | -     | 12      | 4       | 5       | 3       | 10      | 8       | 12           | 5            | 1            | 6            | 21           | 22           | 24     | 9      | 6      | 9      | 31     | 30     | +1 |

### Andamento in campionato
| Giornata  | 1 | 2 | 3 | 4 | 5 | 6 | 7 | 8 | 9 | 10 | 11 | 12 | 13 | 14 | 15 | 16 | 17 | 18 | 19 | 20 | 21 | 22 |
| --------- | - | - | - | - | - | - | - | - | - | -- | -- | -- | -- | -- | -- | -- | -- | -- | -- | -- | -- | -- |
| Luogo     | C | C | C | T | T | T | C | T | C | T  | C  | T  | T  | T  | C  | C  | C  | T  | C  | T  | C  | T  |
| Risultato | V | N | V | N | P | V | N | P | N | P  | N  | P  | V  | V  | N  | P  | V  | P  | V  | V  | P  | P  |
| Posizione | 5 | 3 | 2 | 3 | 5 | 4 | 5 | 5 | 6 | 7  | 7  | 8  | 7  | 6  | 6  | 6  | 6  | 6  | 6  | 5  | 6  | 7  |

Legenda:

Luogo: C = Casa; T = Trasferta. Risultato: V = Vittoria; N = Pareggio; P = Sconfitta.

### Statistiche delle giocatrici
| Giocatore           | Frauen-Bundesliga | Frauen-Bundesliga | Frauen-Bundesliga | Frauen-Bundesliga | DFB-Pokal der Frauen | DFB-Pokal der Frauen | DFB-Pokal der Frauen | DFB-Pokal der Frauen | Totale   | Totale | Totale      | Totale     |
| Giocatore           | Presenze          | Reti              | Ammonizioni       | Espulsioni        | Presenze             | Reti                 | Ammonizioni          | Espulsioni           | Presenze | Reti   | Ammonizioni | Espulsioni |
| ------------------- | ----------------- | ----------------- | ----------------- | ----------------- | -------------------- | -------------------- | -------------------- | -------------------- | -------- | ------ | ----------- | ---------- |
| J. Bade             | 15                | 2                 | 1                 | 0                 | 0                    | 0                    | 0                    | 0                    | 15       | 2      | 1           | 0          |
| K. Becker           | 1                 | 0                 | 0                 | 0                 | 1                    | 0                    | 0                    | 0                    | 2        | 0      | 0           | 0          |
| E. Bläser           | 0                 | 0                 | 0                 | 0                 | 0                    | 0                    | 0                    | 0                    | 0        | 0      | 0           | 0          |
| M. Eminger          | -                 | -                 | -                 | -                 | -                    | -                    | -                    | -                    | -        | -      | -           | -          |
| S. Gregorius        | 21                | 3                 | 0                 | 0                 | 2                    | 1                    | 0                    | 0                    | 23       | 4      | 0           | 0          |
| A. Hornberg         | 20                | 0                 | 9                 | 0                 | 2                    | 0                    | 1                    | 0                    | 22       | 0      | 10          | 0          |
| E. Kete             | 8                 | 0                 | 0                 | 0                 | -                    | -                    | -                    | -                    | 8        | 0      | 0           | 0          |
| K. Kiel             | 1                 | 0                 | 0                 | 0                 | -                    | -                    | -                    | -                    | 1        | 0      | 0           | 0          |
| R. Knaak            | 12                | 0                 | 0                 | 0                 | 0                    | 0                    | 0                    | 0                    | 12       | 0      | 0           | 0          |
| L. Kossmann         | -                 | -                 | -                 | -                 | -                    | -                    | -                    | -                    | -        | -      | -           | -          |
| P. Kuznik           | 22                | 1                 | 2                 | 0                 | 2                    | 0                    | 0                    | 0                    | 24       | 1      | 2           | 0          |
| T. Laux             | -                 | -                 | -                 | -                 | -                    | -                    | -                    | -                    | -        | -      | -           | -          |
| L. Mahn             | -                 | -                 | -                 | -                 | -                    | -                    | -                    | -                    | -        | -      | -           | -          |
| L. Maier            | 22                | 5                 | 3                 | 0                 | 2                    | 0                    | 0                    | 0                    | 24       | 5      | 3           | 0          |
| S. Nati             | 3                 | 0                 | 0                 | 0                 | 2                    | 0                    | 0                    | 0                    | 5        | 0      | 0           | 0          |
| G. Ngaska           | 0                 | 0                 | 0                 | 0                 | -                    | -                    | -                    | -                    | 0        | 0      | 0           | 0          |
| C. Okoyino da Mbabi | 19                | 10                | 2                 | 0                 | 2                    | 2                    | 0                    | 0                    | 21       | 12     | 2           | 0          |
| M. Pyko             | 17                | 0                 | 1                 | 0                 | 1                    | 0                    | 0                    | 0                    | 18       | 0      | 1           | 0          |
| R. Rinast           | 17                | 0                 | 1                 | 0                 | 1                    | 0                    | 0                    | 0                    | 18       | 0      | 1           | 0          |
| Na. Rolser          | 18                | 0                 | 1                 | 0                 | 1                    | 0                    | 0                    | 0                    | 19       | 0      | 1           | 0          |
| Ni. Rolser          | 11                | 2                 | 1                 | 0                 | 2                    | 1                    | 0                    | 0                    | 13       | 3      | 1           | 0          |
| C. Schröder         | 7                 | 0                 | 0                 | 0                 | 2                    | 1                    | 0                    | 0                    | 9        | 1      | 0           | 0          |
| S. Schröder         | -                 | -                 | -                 | -                 | -                    | -                    | -                    | -                    | -        | -      | -           | -          |
| A. Schult           | 22                | -29               | 2                 | 0                 | 2                    | -1                   | 0                    | 0                    | 24       | -30    | 2           | 0          |
| A. Selensky         | 16                | 1                 | 3                 | 0                 | 1                    | 0                    | 0                    | 0                    | 17       | 1      | 3           | 0          |
| N. Simões           | 0                 | 0                 | 0                 | 0                 | 0                    | 0                    | 0                    | 0                    | 0        | 0      | 0           | 0          |
| L. Störzel          | 21                | 1                 | 3                 | 0                 | 2                    | 0                    | 0                    | 0                    | 23       | 1      | 3           | 0          |
| A. Tago             | 2                 | 0                 | 0                 | 0                 | -                    | -                    | -                    | -                    | 2        | 0      | 0           | 0          |
| S. Thompson         | -                 | -                 | -                 | -                 | -                    | -                    | -                    | -                    | -        | -      | -           | -          |
| M. Weingarz         | 0                 | 0                 | 0                 | 0                 | -                    | -                    | -                    | -                    | 0        | 0      | 0           | 0          |
| A. Yaren            | 21                | 0                 | 2                 | 0                 | 2                    | 0                    | 1                    | 0                    | 23       | 0      | 3           | 0          |